# Cá tuyết Thái Bình Dương
Cá tuyết Thái Bình Dương còn được gọi là cá tuyết xám (Danh pháp khoa học: Gadus macrocephalus) là loài cá tuyết phân bố tại vùng biển Thái Bình Dương, đây là một loài thực phẩm thương mại quan trọng. Nó có ba vây lưng riêng biệt, và râu cá giống cá trê như trên hàm dưới của nó. Nó tương tự như cá tuyết Đại Tây Dương.
Nó được tìm thấy chủ yếu dọc theo thềm lục địa và dốc trên với một loạt xung quanh mép của Bắc Thái Bình Dương, từ Hoàng Hải tới eo biển Bering, dọc theo quần đảo Aleutian, và phía nam để về Los Angeles, xuống độ sâu 900 mét (~ 3.000 feet). Cá có thể phát triển lên đến 1m (39") và nặng tới 15 kg (33 lbs).
Phân tích di truyền phân tử cho biết cá tuyết Thái Bình Dương và cá tuyết Greenland (Gadus ogac) từ vùng Greenland đến biển Bắc Cực là cùng loài. Sản lượng khai thác cá ở vùng Tây Bắc Thái Bình Dương của Hoa Kỳ và liên doanh thủy sản tăng từ dưới 1.000 tấn vào năm 1979 lên gần 91.000 tấn vào năm 1984 và đạt 430.196 tấn trong năm 1995. Ngày nay, sản lượng đánh bắt cá tuyết Thái Bình Dương được quy định chặt chẽ và có hạn mức.